# Peter Nobile
Peter Nobile, též Pietro di Nobile (11. října 1774 Capriasca, Švýcarsko – 7. listopadu 1854, Vídeň), byl rakouský architekt, stavitel a pedagog.

## Život
Peter Nobile byl jedním z vůdčích rakouských architektů pozdního klasicismu a novogotiky v Rakouské monarchii. Vzdělání získal mj. v Římě a v Terstu u Antonia Canovy. Roku 1819 byl jmenován ředitelem oddělení architektury na Vídeňské Akademii. Zde vznikly také jeho hlavní architektonické realizace.
Jeho čestný hrob je na Vídeňském ústředním hřbitově, skupina 14 A, č. 46 A; byl sem přenesen ze hřbitova Skt. Marxe.

## Dílo

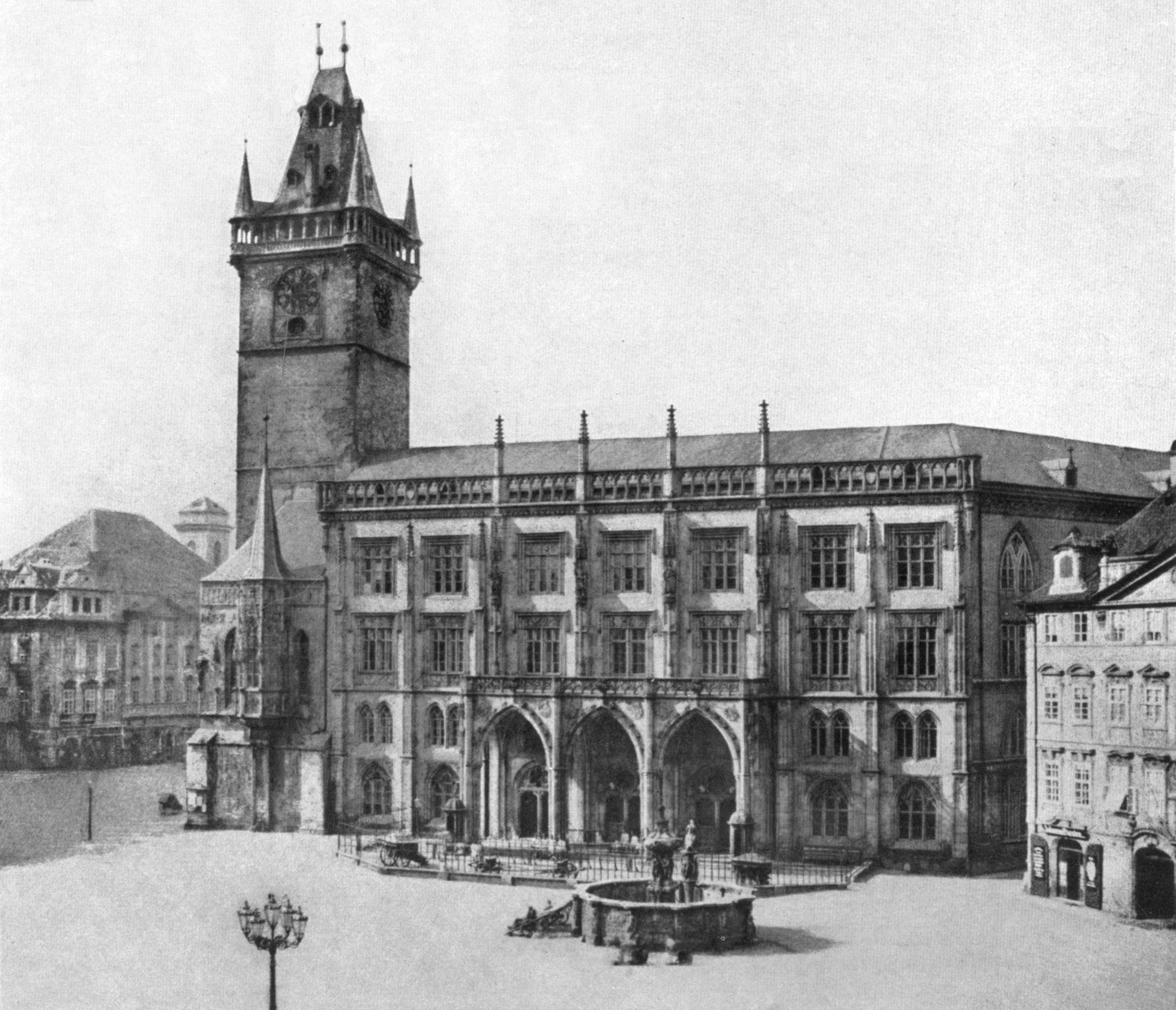
Novogotické křídlo Staroměstské radnice v Praze (s P. Sprengerem)

- Vídeň, Vnější brána Hofburgu na Náměstí Hrdinů
- Vídeň, Théseův chrám ve Volksgarten, se sousoším Antonia Canovy Theseův boj (dnes ve vestibulu Kunsthistorisches musea)
- Graz, Schauspielhaus, po požáru z roku 1823 znovu postaven
- Terst, palác Palazzo Costanzi (1817)
- Chlumec – Přestanov, Ruský pomník vítězství nad Napoleonem, (1835)
- Terst, kostel Sant'Antonio Nuovo na Borgo Theresiano, ve stylu řeckého chrámu se sloupovým portikem (1842)
- Vídeň, Slavnostní sál C. a K. Polytechnického Institutu (nyní Technická univerzita Vídeň)
- Praha, východní křídlo Staroměstské radnice (s Paulem Sprengerem, 1838–1848)